# Reinier Cornelis Keller
Reinier Cornelis (Kees) Keller (Emmerik, 14 september 1905 - Amsterdam, 10 september 1981) was een dammer die Internationaal Grootmeester en Nationaal Grootmeester was. De wereldtitel is hem in 1951 net ontgaan. In zijn match tegen Piet Roozenburg verloor hij 19-17. Ook bekend is het pocket damboekje dat hij voor Prisma Pockets heeft geschreven.

## Nederlands kampioenschap
Keller speelde 25 keer mee in het Nederlands kampioenschap. Hiervan eindigde hij 13 keer op de eerste plaats, dit is een record waar nog geen ander bij in de buurt is gekomen.
- NK 1924 gedeelde tweede plaats met Johan Vos, 14 punten uit 11 wedstrijden.
- NK 1926 eerste plaats, 19 punten uit 12 wedstrijden.
- NK 1927 gedeelde tweede plaats met W.C.J. Polman en Johan Vos, 12 punten uit 10 wedstrijden
- NK 1930 tweede plaats, 15 punten uit 10 wedstrijden.
- NK 1934 gedeelde eerste plaats met Baris Dukel, 12 punten uit 9 wedstrijden.
  - Na een tweekamp met Baris Dukel over 3 partijen was de stand 3-3 en nog steeds onbeslist. Een tweede tweekamp volgde en Keller won met 5-1. Hierdoor kreeg hij het recht Maurice Raichenbach uit te dagen voor een match om de wereldtitel.
- NK 1936 gedeelde eerste plaats met Wim Rustenburg, 16 punten uit 11 wedstrijden.
  - Uiteindelijk behaalde Keller de titel door Rustenburg met 5-1 te verslaan.
- NK 1937 eerste plaats, 16 punten uit 11 wedstrijden.
- NK 1938 eerste plaats, 17 punten uit 11 wedstrijden.
- NK 1938 gedeelde eerste plaats met Johan Vos, 15 punten uit 11 wedstrijden.
  - Uiteindelijk behaalde Keller de titel door Vos met 7-5 in de herkamp te verslaan.
- NK 1940 eerste plaats, 16 punten uit 11 wedstrijden.
- NK 1942 eerste plaats, 15 punten uit 9 wedstrijden.
- NK 1943 tweede plaats, 15 punten uit 10 wedstrijden.
- NK 1944 eerste plaats, 19 punten uit 12 wedstrijden.
- NK 1946 eerste plaats, 21 punten uit 13 wedstrijden.
- NK 1948 gedeelde derde plaats met Dammis van der Staaij, 16 punten uit 13 wedstrijden.
- NK 1949 gedeelde tweede plaats met Geert van Dijk, 20 punten uit 14 wedstrijden.
- NK 1950 gedeelde derde plaats met Freek Gordijn, 13 punten uit 11 wedstrijden.
- NK 1951 eerste plaats, 17 punten uit 10 wedstrijden.
- NK 1952 gedeelde eerste plaats met Geert van Dijk en Wim Roozenburg, 13 punten uit 11 wedstrijden.
  - Uiteindelijk behaalde Keller de titel.
- NK 1953 gedeelde eerste plaats met Wim Huisman, 18 punten uit 13 wedstrijden.
  - Uiteindelijk behaalde Huisman de titel door Keller in de herkamp met 4-2 te verslaan.
- NK 1954 vijfde plaats, 15 punten uit 13 wedstrijden.
- NK 1955 gedeelde eerste plaats met Henk Laros, 15 punten uit 12 wedstrijden.
  - Uiteindelijk behaalde Keller de titel door Laros met 11-9 te verslaan.
- NK 1956 negende plaats, 14 punten uit 14 wedstrijden.
- NK 1958 gedeelde eerste plaats met Geert van Dijk, 20 punten uit 14 wedstrijden.
  - Uiteindelijk verloor Keller de herkamp met 5-7.

## Boeken
- R.C. Keller, Damboek, 1971, Het Spectrum, Prisma-Boeken 844
- R.C. Keller, Oefeningen in het analyseren, 1974, Boek en Spel - Enschede